# سان ییون
سان ییون (انگلیسی: Sun Yiwen؛ زادهٔ ۱۷ ژوئن ۱۹۹۲) شمشیرباز زن اهل چین است.